# Genesis of Asteroids and EvolUtion of the Solar System
Pour les articles homonymes, voir Gauss (homonymie).
Genesis of Asteroids and EvolUtion of the Solar System (en français Genèse des astéroïdes et évolution du système solaire), généralement désigné par son acronyme GAUSS, est un projet de mission spatiale conjointe de l'Agence spatiale européenne (ESA) et de la Chine proposé par une équipe scientifique dont l'objectif serait d'étudier de manière détaillée la planète naine Cérès et d'en ramener un échantillon de sol sur Terre pour une étude approfondie.

## Objectifs scientifiques
La mission spatiale Dawn, développée par la NASA, a démontré que la planète naine Cérès avait abrité un océan intérieur qui est peut être toujours présent. Plusieurs océans souterrains ont été découverts dans le système solaire au cours de la décennie passée mais Cérès est le plus proche de la Terre et donc le plus facile à explorer. L'objectif d'une mission d'exploration consisterait à étudier de manière détaillée l'activité hydrothermale et cryovolcanique à l'origine notamment du Mont Ahuna et des formations de sel découvertes dans le cratère Occator et si possible de réaliser le retour d'un échantillon du sol sur Terre pour permettre d'en effectuer une analyse plus fine. L'objectif in fine est de mieux comprendre le processus de formation du système solaire et de la vie sur Terre.

## Historique du projet
Le projet GAUSS est exposé en juillet 2019 dans le cadre d'un congrès sur l'exploration du système solaire qui s'est tenu à Zhuhai (Chine). Dans sa version la plus sophistiquée (orbiteur, atterrisseur, retour d'échantillons) serait  proposé comme mission lourde (L) du programme scientifique Cosmic Vision de l'Agence spatiale européenne. La mission serait développée en coopération avec la Chine. Une version allégée (sans retour d'échantillons) pourrait rentrer dans l'enveloppe d'une mission moyenne (M) du programme.

## Déroulement de la mission
La mission spatiale GAUSS serait lancée en 2037 et, après un survol de la planète Mars en mai 2039, se placerait en orbite autour de Cérès en aout 2040. Après avoir étudié la planète naine durant deux ans, l'atterrisseur décollerait de la surface en juillet 2042 et larguerait au voisinage de la Terre la capsule contenant l'échantillon de sol en décembre 2043. Les sites d'atterrissage envisagés sur Cérès comprennent les cratères Occator, Haulani, Enutet et le mont Ahuna.

## Caractéristiques techniques
La mission spatiale GAUSS comprendrait au moins deux engins (un orbiteur et un atterrisseur) équipés d'un très grand nombre d'instruments (caméras, spectromètres infrarouge et ultraviolet, détecteur de rayons gamma,...). Le développement de l'atterrisseur et du système de prélèvement d'échantillons de sol s'appuierait sur l'expérience acquise par la Chine avec ses missions lunaires (programme Chang'e) et la futur mission de retour d'échantillons d'astéroïde Zheng He.